# Nishinoomote
Nishinoomote (Japans: 西之表市, Nishinoomote-shi) is een stad in de prefectuur Kagoshima, Japan. Het is de hoofdstad van de subprefectuur Kumage. De stad bevindt zich op het eiland Tanegashima, een van de Osumi-eilanden. Op 1 maart 2008 had de stad 17.647 inwoners en een bevolkingsdichtheid van 85,8 inw./km². De oppervlakte van de stad bedraagt 205,75 km ². De stad werd gesticht op 1 oktober 1958. Nishinoomote grenst aan de gemeente Nakatane.

## Vervoer
Nishinoomote heeft een zeehaven en is zowel per ferry (230 min.) als per jetfoil (100 min.) bereikbaar vanuit Kagoshima.